# Patricio Quiroz
Patricio Gerardo Quiroz Kong (Tocopilla, Chile; 24 de enero de 1980) es un ex futbolista chileno que jugaba de Mediocampista.

## Carrera
Patricio Quiroz inició su carrera en las inferiores de Colo-Colo. Pero su debut lo efectuó en 1998 jugando por Deportes Iquique, hasta el año 2002 cuando llegó a Coquimbo Unido, el 2003 se va a Europa jugando en distintos equipos de Austria, estando allá hasta el año 2006 cuando vuelve a Coquimbo Unido, después de esa experiencia se va a jugar a Alemania al FC Hammerau, para luego volver a Austria.

## Clubes
| Club                 | País      | Año       |
| -------------------- | --------- | --------- |
| Deportes Iquique     | Chile     | 1998-2001 |
| Coquimbo Unido       | Chile     | 2002-2003 |
| SV Grunau            | Australia | 2003      |
| FC Hallein 04        | Austria   | 2004      |
| SV Anthering         | Austria   | 2005      |
| Coquimbo Unido       | Chile     | 2006      |
| FC Hammerau          | Alemania  | 2007-2008 |
| Trasandino           | Chile     | 2009      |
| SV Anthering         | Austria   | 2009-2010 |
| USV Fuschl           | Austria   | 2011      |
| SV Bürmoos           | Austria   | 2011-2014 |
| USV Lamprechtshausen | Austria   | 2014-2016 |

- Datos: Q6066760